# Lee Kyung-hae
Lee Kyung-hae (en coreano: 이경해; 7 de agosto de 1947 - 10 de septiembre de 2003) fue un agricultor y activista surcoreano que se opuso a la globalización neoliberal y protestó a favor de los agricultores y pescadores locales de su país, cuyos empleos se veían amenazados. Fue presidente de la Federación de Agricultores y Pescadores de Corea. Se suicidó en la conferencia de la OMC de 2003 en Cancún, México.

## Primeros años de vida
Nació en lo que entonces era la Corea unificada tras la desocupación de Japón. Se graduó de la Escuela Superior de Agricultura de Seúl en 1974 y se dedicó a cultivar, aunque en aquel entonces no se consideraba una carrera adecuada para los graduados. Fundó una granja lechera en lo que había sido un páramo desértico y la desarrolló hasta llegar a criar setenta vacas. También cultivó huertos y abrió todas sus granjas a estudiantes de agricultura que buscaban experiencia práctica. Fue durante esa época que Lee se casó con Kim Baek-i, periodista de la revista local Mountains.

## Activismo
En 1979, fue elegido presidente de la Asociación de Ganaderos de Jangsu. A lo largo de la década de 1980, trabajó para mejorar la situación de los agricultores en Corea del Sur y como resultado de sus esfuerzos, fue elegido para ocupar importantes cargos agrícolas. Se convirtió en presidente de la Asociación de Jóvenes Agricultores de Jangsu en 1983 y de la Asociación de Jóvenes Agricultores de Jeonbuk, de mayor alcance en 1987. En respuesta a la caída de los precios de los cultivos, participó en la creación de la Asociación Coreana de Jóvenes Agricultores. Sus acciones atrajeron la atención de la FAO (Organización de las Naciones Unidas para la Alimentación y la Agricultura) y en 1989, Lee recibió el premio al "Agricultor del Año". En 1989, fue elegido presidente de la Federación Coreana de Agricultores Avanzados, cargo que ocupó hasta 1991. En 1990, fundó la revista de activismo social "Noticias Semanales de los Jóvenes Agricultores Coreanos".
En la década de 1990, Lee adoptó métodos que llamaran la atención en su lucha por los agricultores coreanos. Se convirtió en miembro de la legislatura provincial tras ser elegido tres veces para la Asamblea Provincial de Jeonbuk. Cuando el gobierno surcoreano intentó detener la segunda Reunión Nacional de la Asociación de Jóvenes Agricultores Coreanos, encabezó una huelga de hambre en protesta.
Las huelgas de hambre empezaron a ser habituales para Lee en su lucha contra la Organización Mundial del Comercio (OMS). Según él, las políticas comerciales de la OMC destruían a los agricultores surcoreanos, reduciéndolos a la pobreza o a situaciones aún peores. En 1993, realizó su primer intento de suicidio en las oficinas de la OMC en Ginebra, Suiza, pero fue hospitalizado y se recuperó. Lee lideró otra huelga de hambre en 1994, cuando la OMC presionó a Corea del Sur para que abriera sus mercados a los productos agrícolas extranjeros. Permaneció diecisiete días frente al edificio de la Asamblea Nacional, en un esfuerzo por persuadir al parlamento para que aprobara una ley contra la OMC. En diciembre del 2000, inició otra huelga de hambre de veintiséis días.
En febrero y marzo del 2003, Lee encabezó una huelga de hambre en la sede de la OMC en Ginebra, pero sus acciones fueron ignoradas. Sin embargo, la huelga de hambre y sus constantes declaraciones sobre el efecto de la rápida caída de los precios de los cultivos en los agricultores coreanos fueron reportadas en numerosos periódicos locales. En Cancún, Lee se unió a una marcha de más de 15.000 agricultores y pueblos indígenas de todo el mundo y portó un cartel que decía: "La OMC mata a los agricultores".

## Muerte
El 10 de septiembre del 2003, mientras se desarrollaba una importante manifestación de protesta cerca de la conferencia de la OMC en Cancún, México, Lee se paró en lo alto de una barricada policial y frente a las cámaras de televisión presentes se apuñaló. Aunque fue trasladado rápidamente a un hospital local, murió durante la cirugía. La causa de la muerte se dictaminó oficialmente como suicidio. Su cuerpo fue repatriado a Corea del Sur y enterrado en el cementerio de su ciudad natal.
Algunos afirman que su muerte no fue un suicidio sino un asesinato encubierto.
A Lee se le considera a veces un mártir del movimiento antiglobalización. Su muerte es vista por los opositores de la globalización neoliberal como un ejemplo de los efectos destructivos del libre comercio en las vidas de los trabajadores.

## Legado
Además de diversas ceremonias conmemorativas en su memoria, se organizó una vigilia con velas el 10 de septiembre del 2005 en Hong Kong para conmemorar a las víctimas de la OMC, especialmente a Lee Kyung Hae.
Anti-Flag le dedicó su canción, "La OMC mata a los agricultores" a Lee Kyung Hae, así como a Percy Schmeiser y otros agricultores afectados por las políticas de la OMC.
Los Ahleuchatistas tiene una canción llamada "Lee Kyung Hae" en dedicación a su activismo.